# Lindow (Mark)
Lindow (Mark) è una città di 2 941 abitanti del Brandeburgo, in Germania.

Appartiene al circondario dell'Ostprignitz-Ruppin ed è amministrata dall'Amt Lindow (Mark).

## Geografia antropica

### Suddivisioni amministrative
Lindow si divide in 6 zone, corrispondenti all'area urbana e a 5 frazioni (Ortsteil):
- Lindow (area urbana)
- Banzendorf
- Hindenberg
- Keller
- Klosterheide
- Schönberg (Mark)

## Società

### Evoluzione demografica
- Sviluppo della popolazione dal 1875 entro gli attuali confini (Linea Blu: Popolazione; Linea puntata: Confronto dello sviluppo della popolazione dello stato del Brandenburgo; Sfondo grigio: Ai tempi del governo nazista; Sfondo rosso: Al tempo del governo comunista)

| Anno | Abitanti |
| ---- | -------- |
| 1875 | 3 134    |
| 1890 | 3 059    |
| 1910 | 2 777    |
| 1925 | 3 117    |
| 1933 | 3 298    |
| 1939 | 3 532    |
| 1946 | 5 476    |
| 1950 | 4 702    |
| 1964 | 3 829    |
| 1971 | 4 047    |

| Anno | Abitanti |
| ---- | -------- |
| 1981 | 3 834    |
| 1985 | 3 798    |
| 1989 | 3 712    |
| 1990 | 3 636    |
| 1991 | 3 530    |
| 1992 | 3 505    |
| 1993 | 3 464    |
| 1994 | 3 482    |
| 1995 | 3 467    |
| 1996 | 3 470    |

| Anno | Abitanti |
| ---- | -------- |
| 1997 | 3 455    |
| 1998 | 3 502    |
| 1999 | 3 525    |
| 2000 | 3 516    |
| 2001 | 3 485    |
| 2002 | 3 436    |
| 2003 | 3 386    |
| 2004 | 3 309    |
| 2005 | 3 276    |
| 2006 | 3 243    |

| Anno | Abitanti |
| ---- | -------- |
| 2007 | 3 194    |
| 2008 | 3 159    |
| 2009 | 3 102    |
| 2010 | 3 097    |
| 2011 | 3 075    |
| 2012 | 3 047    |
| 2013 | 3 038    |

## Amministrazione

### Gemellaggi
Lindow è gemellata con:
- Harfleur, dal 1967

La frazione di Banzendorf è gemellata con:
- Jemiołów, dal 2001